# Altstadt (Passau)
Die Altstadt  ist ein Stadtteil der Universitätsstadt Passau im bayerischen Regierungsbezirk Niederbayern mit 3.067 Einwohnern (4.679 einschließlich Nebenwohnsitze) (Melderegister Stand 31. Dezember 2005). Die Altstadt stellt das historische Zentrum Passaus dar.

## Geschichte
Hier befand sich von etwa 15 v. Chr. bis 50 n. Chr. das keltische Oppidum Boiodurum, an dessen Stelle um 150 das römische Kastell Batavis errichtet wurde. Um 280 entstand an der Spitze der Landzunge das Lagerdorf Castra Batava. Das Kastell wurde in spätrömischer Zeit geräumt, der zunächst bayrische (7. Jh.) und später karolingische (8. Jh.) Herzogshof wurde 739 Bischofssitz. 

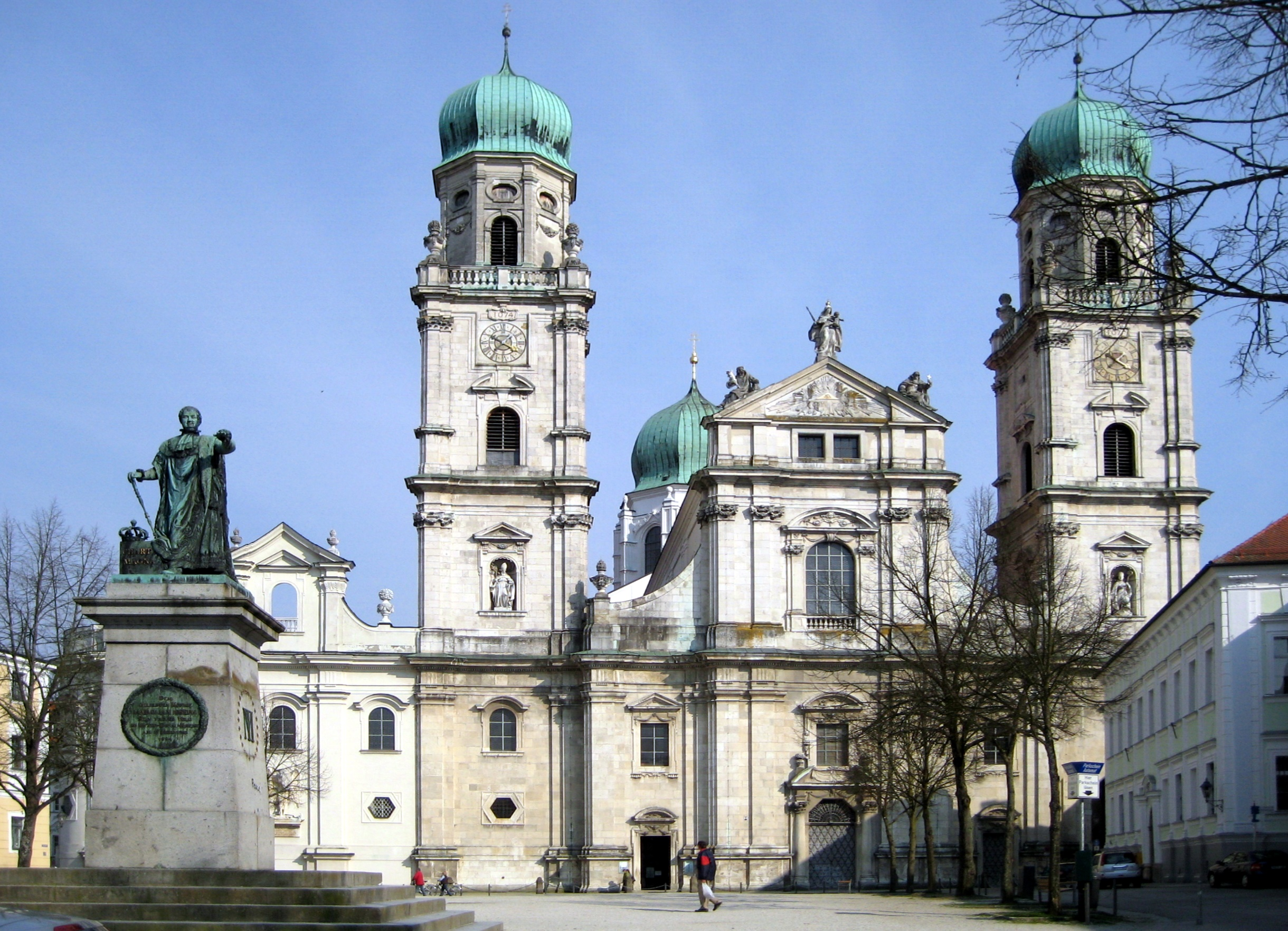
Dom St. Stephan

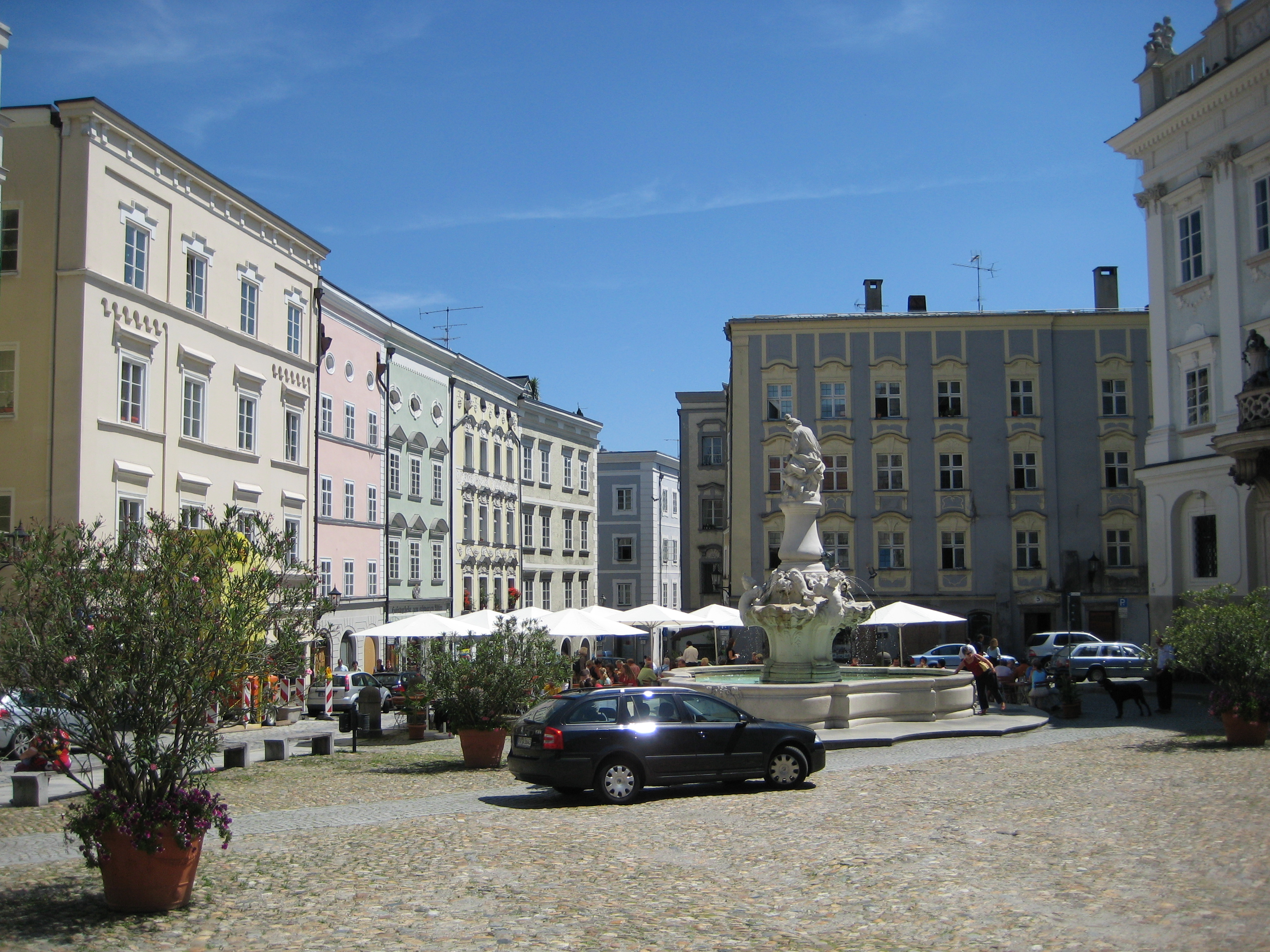
Residenzplatz

Dessen Zentrum bildete seither der Dom mit dem bischöflichen Grundbesitz. Im Osten davon entwickelte sich die bürgerliche Stadt mit dem Marktplatz, heute Residenzplatz. Hier wohnten die freien Kaufleute, welche unmittelbar dem Kaiser unterstellt waren. Noch weiter östlich lag der Besitz des Klosters Niedernburg. Das Kloster St. Nikola, das zum Herzogtum Bayern gehörte, war bereits Ausland und riegelte eine weitere Ausbreitung nach Westen ab. Die geographischen und dazu auch politischen beengten Verhältnisse zwangen in der Altstadt zu einer besonders dichten Bauweise, die heute noch in zahlreichen, oft äußerst schmalen Gassen fortbesteht.
Vom 10. bis 13. Jahrhunderts entwickelte sich westlich des Doms eine Vorstadtsiedlung, der „Neumarkt“. Er wurde das wichtigste Geschäftszentrum der Stadt und 1209 mit Mauern umschlossen. 1662 und 1680 wüteten verheerende Brände in der Altstadt. Die beim Wiederaufbau errichteten Gebäude gaben der Altstadt ihr relativ einheitliches barockes Gepräge. Die Bürgerhäuser im Inn-Salzach-Stil mit ihren Grabendächern folgten wegen der Brandgefahr genauen Bauvorschriften. 
Die Landzunge der Ortspitze im äußersten Osten, auf der sich ein Kiesplatz befand, gehörte bereits zur Gemeinde Grubweg. Sie wurde 1891 von der Stadt Passau gepachtet, aufgeschüttet und später mit Pappeln bepflanzt. Am 23. Oktober 1952 überließ der Gemeinderat von Grubweg die Ortspitze der Stadt Passau, aber erst am 1. Januar 1956 wurde die Eingemeindung rechtskräftig.

## Gliederung

Ortsteile der Altstadt:
1: Altstadt Ortsmitte
2: Neumarkt
3: Anger
4: Bschütt
5: Oberhausberg

Der Stadtteil reicht von der Ortspitze im Osten bis zur Schanzlbrücke im Westen. Er umfasst aber auch einen Teil links (nördlich) der Donau um die Veste Oberhaus. Die Fläche beträgt einschließlich der Anteile an den Flüssen 152,6 Hektar. Er wird in fünf Ortsteile untergliedert, davon zwei rechts (südlich) der Donau mit 68 Hektar und drei links (nördlich) der Donau:

### Altstadt Ortsmitte
Der Ortsteil Altstadt Ortsmitte, d. h. die Altstadt im umgangssprachlichen Sinn, reicht von der Landzunge im Osten bis zum Domplatz im Westen, bis an die alte Stadtmauer. Hier liegt auch der Rathausplatz mit Rathaus und Sitz der Stadtverwaltung.

### Neumarkt
Der Ortsteil Neumarkt schließt sich westlich an den Ortsteil Altstadt Ortsmitte an und reicht im Westen bis zur Schanzlbrücke und Nikolastraße. Der Ortsteil entwickelte sich vom 10. bis zum 13. Jahrhundert als Vorstadtsiedlung westlich des Doms. Er wurde 1209 mit einer Stadtmauer umschlossen. Er entwickelte sich zum wichtigsten Geschäftszentrum von Passau.

### Anger
Der Ortsteil Anger bildet ein schmales Band am Nordufer der Donau von der Schanzlbrücke fast bis zur Luitpoldbrücke. Im Mittelalter diente der Anger als Weide für das Vieh der Stadt.

### Bschütt
Der Ortsteil Bschütt erstreckt sich am rechten (westlichen) Ufer des Unterlaufs der Ilz. Das Gebiet wurde erst am 1. April 1939 nach Passau eingemeindet und war bis dahin Teil der damaligen Gemeinde Hacklberg. An der Landzunge links der Ilzmündung liegt die Veste Niederhaus.

### Oberhausberg
Nördlich des Ortsteils Anger und westlich von Bschütt liegt der Ortsteil Oberhausberg, zu dem auch die Veste Oberhaus gehört. Bergfried und Bockhof gehören zu diesem Ortsteil.

Panoramaaufnahmen der Altstadt
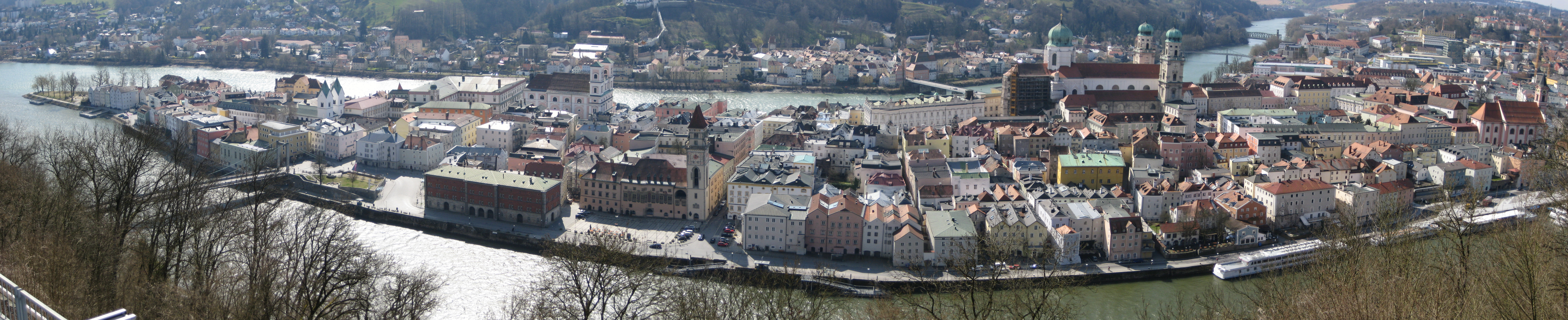
Die Altstadt von der Veste Oberhaus aus aufgenommen. Im Vordergrund die Donau, im Hintergrund der Inn
Die Altstadt und der Inn von Mariahilf aus aufgenommen. Im Hintergrund die Veste Oberhaus